# یهودیت خاخامی
| بخش از مجموعه                                                                          |
| یهودیت                                                                                 |
| Star of David · Ten Commandments · Menorah                                             |
| رده:یهودیت                                                                             |
| یهود · یهودیت · اسباط                                                                  |
| ارتودوکس                                                                               |
| حریدی · حسیدی · ارتودوکس مدرن                                                          |
| فلسفه یهودی                                                                            |
| اصول دین · منیان · کابالا                                                              |
| قوانین نوح · خدا · آخرت · مسیح در یهودیت                                               |
| یهودیان به عنوان قوم برگزیده · هولوکاست · هلاخا · کشروت· ده فرمان                      |
| صنیوت · صدکه · اخلاق · جنبش مسار                                                       |
| متون دینی                                                                              |
| تورات · تنخ · تلمود · میدراش · توسفتا                                                  |
| آثار حاخامی · هاگادا · میشنا· باریتا                                                   |
| تور · شولحان عاروخ ·                                                                   |
| حماش · سیدور · زوهار ·                                                                 |
| شهرهای مقدس                                                                            |
| اورشلیم · صفد · حبرون · طبریه                                                          |
| شخصیت‌های مهم                                                                           |
| ابراهیم · اسحق · یعقوب                                                                 |
| ساره · ربه‌کا · راحیل · لیه                                                             |
| موسی · دبوره · روت · داوود · سلیمان                                                    |
| الیاس · هیلل · شمای · یهودا هناسی                                                      |
| سعادیا گائون · راشی · اسحاق الفاسی · ابن عزرا · توسفتانویسان                           |
| یوسف آلبو · یوسف قارو · آشر بن یهیئل                                                   |
| بعل شم طوو · موسی بن میمون · فیلون اسکندرانی                                           |
| اوادیا یوسف · موشه بن نحمان · موشه فینشتاین · العازر شاخ                               |
| زندگی یهودی                                                                            |
| بریت · بنای مصوا · ازدواج                                                              |
| نیدا· عزاداری                                                                          |
| نقش‌های مذهبی                                                                           |
| حاخام · ربی                                                                            |
| کاهن یهودی ·                                                                           |
| دیان · روش یشیوا                                                                       |
| ساختمان‌های مذهبی                                                                       |
| کنیسه · میکوه · هیکل سلیمان / خیمه‌گاه                                                  |
| مقالات مذهبی                                                                           |
| شبات · تفیلین · زنان · سفر تورات· بدکن· قربانی                                         |
| ستاره داوود · منوره · شوفار                                                            |
| اربعه مینیم                                                                            |
| نماز                                                                                   |
| نماز · شماع · عمیده ·                                                                  |
| قدیش ·هولده                                                                            |
| یهودیت و دیگر ادیان                                                                    |
| مسیحیت · اسلام ·                                                                       |
| ادیان ابراهیمی · تکثرگرایی                                                             |
| مورمونیسم · "یهودی مسیحی" · دیگران                                                     |
| مطالب وابسته                                                                           |
| نقد یهودیت · یهودستیزی                                                                 |
| یهوددوستی · یشیوا· صهیونیسم· یهودیان آمریکا· فهرست دانشمندان و فیلسوفان یهودی · کوربان |
| ن ب و                                                                                  |

یهودیت خاخامی یا یهودیت رَبانی (به عبری: יהדות רבנית) یکی از شاخه‌های اصلی یهودیت بود که از زمان تدوین تلمود تا سدهٔ ششم میلادی وجود داشت. یهودیت خاخامی در میان یهودیان آوارهٔ میان سده‌های دوم تا ششم میلادی با تدوین تلمود و میشنا و در نبود نیایشگاه‌های مقدس جریان غالب مذهبی بود. این مذهب بر این باور استوار بود که موسی در کوه سینا نه تنها تورات بلکه قانون شفاهی را نیز تحویل‌داد و موسی نیز این قانون را به صورت شفاهی به مردمانش منتقل نمود.
یهودیت خاخامی در تضاد با یهودیت قرائتی بود که به قانون شفاهی باور نداشتند و تنها نص تورات را ارج‌می‌نهادند.